# 펜실베이니아기
| 기                       | 아기           | 세         | 절           | 백만년전    |
| ------------------------ | -------------- | ---------- | ------------ | ----------- |
| 페름기                   | 시스우랄세     | 시스우랄세 | 아셀절       | 이후        |
| 석탄기                   | 펜실베이니아기 | 후기       | 그젤절       | 299.0–303.9 |
| 석탄기                   | 펜실베이니아기 | 후기       | 카시모프절   | 303.9–306.5 |
| 석탄기                   | 펜실베이니아기 | 중기       | 모스크바절   | 306.5–311.7 |
| 석탄기                   | 펜실베이니아기 | 전기       | 바시키르절   | 311.7–318.1 |
| 석탄기                   | 미시시피기     | 후기       | 세르푸호프절 | 318.1–328.3 |
| 석탄기                   | 미시시피기     | 중기       | 비제절       | 328.3–345.3 |
| 석탄기                   | 미시시피기     | 전기       | 투르네절     | 345.3–359.2 |
| 데본기                   | 후기           | 후기       | 파멘세       | 이전        |
| IUGS의 석탄기 시대 구분. |                |            |              |             |

펜실베이니아기(영어: Pennsylvanian)는 고생대 석탄기 후기로 318.1±1.3 백만 년 전부터 299±0.8 백만 년 전까지에 해당한다. 이 시기를 대표하는 암석이 널리 분포하는 미국의 펜실베이니아주 이름에서 왔다.